# Rudolf Friedrich Kurz

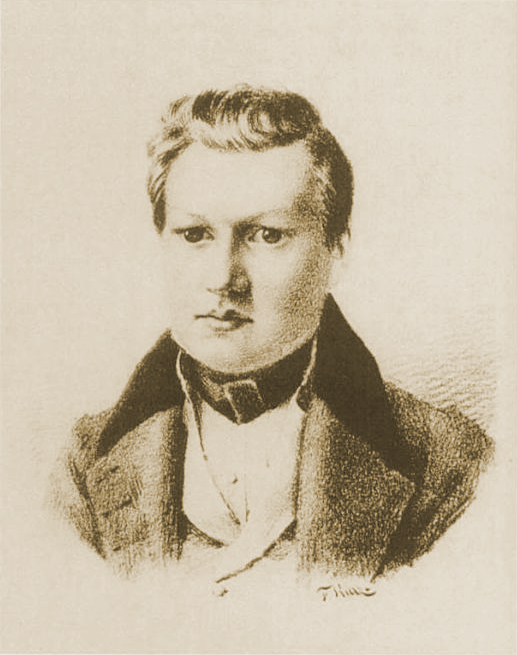
Selbstportrait

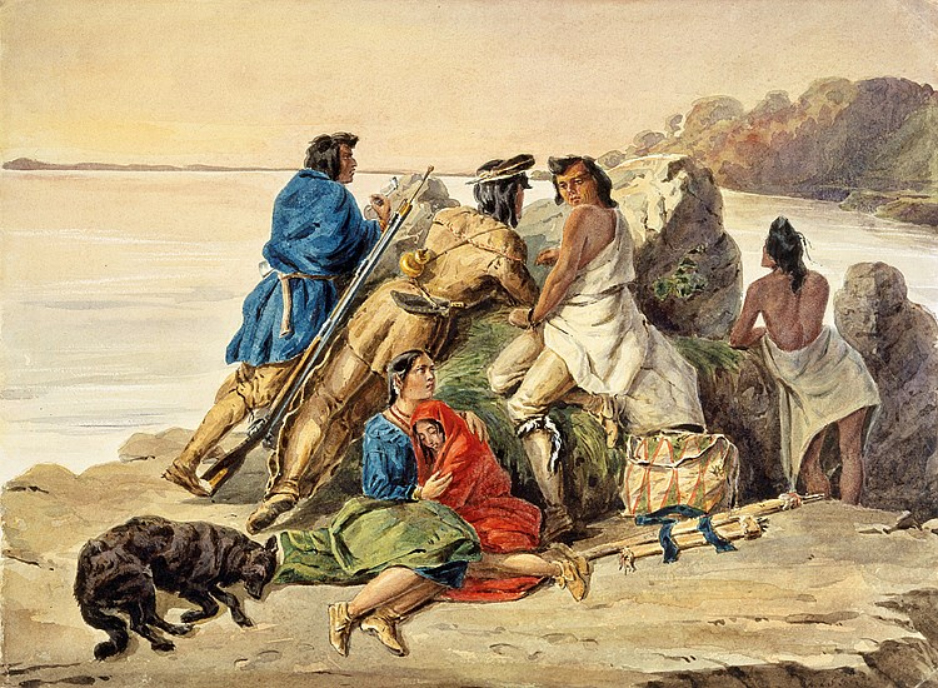
Potawatomi-Indianer am Missouri (St. Joseph)

Rudolf Friedrich Kurz, meist Friedrich Kurz (* 8. Januar 1818 in Bern; † 16. Oktober 1871 ebenda), war ein Schweizer Maler und Illustrator, der im Zeitraum von 1846 bis 1852 während seines Aufenthaltes in den Vereinigten Staaten das Leben der Indianer darstellte.

## Biografie
Rudolf Friedrich Kurz erhielt seinen ersten Zeichenunterricht im Gymnasium bei Nikolaus Senn. Er studierte ab 1834 Malerei bei Joseph Simon Volmar in Bern. Von 1838 bis 1842 bildete er sich in verschiedenen Pariser Künstlerateliers weiter. Er unternahm Studienreisen durch Frankreich. In Paris begegnete er dem Naturforscher Alexander von Humboldt und dem Maler Karl Bodmer. Er kehrte 1842 nach Bern zurück und wurde Zeichenlehrer am Fellenbergschen Institut in Hofwil.
Im Herbst 1846 wanderte Kurz nach den Vereinigten Staaten aus. 1847 unternahm er eine Reise von New Orleans bis St. Louis. Von 1848 bis 1850 war er in Saint Joseph (Missouri) als Kneipenwirt und Krämer tätig. Er heiratete Witthae, Tochter des Kirutsche, einer führenden Persönlichkeit der Iowa-Indianer. Die Ehe dauerte nicht lange – Witthae rannte nach zwei Wochen davon und suchte nach ihren Leuten. Kurz arbeitete als Angestellter der American Fur Company. Während des Sommers brach eine Choleraepidemie unter den Indianern aus, die dafür den Künstler beschuldigten. Am 18. August 1851 musste Kurz nach Fort Union in North Dakota flüchten. Der Manager von Fort Union ermöglichte ihm die Beschäftigung mit dem Malen und Skizzieren der Ansichten des Ortes. Kurz verdiente seinen Lebensunterhalt auch als Musikant. 1852 verkaufte er in New York einen Grossteil seiner Sammlung indianischer Objekte, um die Heimreise finanzieren zu können.
Am 25. September 1852 gelangte er nach Bern zurück. Von 1856 bis zu seinem Tode war er dort Zeichenlehrer an der Kantonsschule. Er war Mitglied der Berner Künstlergesellschaft und 1870 einer der Mitbegründer und erster Direktor der Berner Kunstschule.
In den etwa acht Jahren, die er in den Vereinigten Staaten verbrachte, beschäftigte er sich mit der Darstellung des Lebens der Indianerstämme sowie der dortigen Flora und Fauna. Kurz war seit seiner Jugend von den Romanen des James Fenimore Cooper vom Leben der Indianer fasziniert. Aus Amerika brachte er zahlreiche Reisetagebücher und Skizzenalben mit. Daraus sollte eine Indianergalerie entstehen, die jedoch nie zustande kam. Kurz fertigte zahlreiche Skizzen und Gemälde und verfasste Texte sowie ein Wörterbuch über indianische Dialekte.
Sechs seiner Illustrationen erschienen 1862 in der Zeitschrift Die Gartenlaube als Illustrationen der Berichte von Balduin Möllhausen. 1896 erschienen die durch seinen Neffen Emil Kurz überarbeiteten Tagebuchauszüge. 1916 erschienen Teile des Tagebuches mit Zeichnungen in der Reihe Schweizer Jugendbücher. Anerkennung fand sein Werk als reiche Informationsquelle historischer und ethnographischer Forschung im 20. Jahrhundert zuerst in den USA, bevor es in der Schweiz eine gewisse Wertschätzung erreichte.

## Schriften
- Aus dem Tagebuch des Malers Friedrich Kurz über seinen Aufenthalt bei den Missouri-Indianern, 1848–1852. Bearbeitet und mitgeteilt von dem Neffen des Malers Emil Kurz. Bern 1896 (Digitalisat).
  - Journal of Rudolph Friederich Kurz. An account of his experiences among fur traders and American Indians on the Mississippi and the upper Missouri rivers during the years 1846 to 1852. Translated by Myrtis Jarrell, edited by J. N. B. Hewitt. Washington 1937 (Digitalisat).
  - On the Upper Missouri. The journal of Rudolph Friederich Kurz, 1851–1852. Edited and Abridged by Carla Kelly. Introduction by Scott Eckberg. University of Oklahoma Press Norman, Oklahoma 2005, ISBN 0-8061-3655-3.

## Einzelnachweis
1. ↑  Emil Kurz: Skizzen und Bilder des Malers Friedrich Kurz. In: Schweizer Illustrierte, Bd. 4, 1900,  S. 284–288.

| Personendaten    | Personendaten                   |
| ---------------- | ------------------------------- |
| NAME             | Kurz, Rudolf Friedrich          |
| ALTERNATIVNAMEN  | Kurz, Friedrich                 |
| KURZBESCHREIBUNG | Schweizer Illustrator und Maler |
| GEBURTSDATUM     | 8. Januar 1818                  |
| GEBURTSORT       | Bern                            |
| STERBEDATUM      | 16. Oktober 1871                |
| STERBEORT        | Bern                            |